# 刘慧芳 (宁夏官员)
刘慧芳（1955年4月—）， 女，汉族，内蒙古察右后旗人，中华人民共和国政治人物，曾任宁夏回族自治区住房和城乡建设厅党组书记、厅长，宁夏回族自治区人大常委会副主任。